# Technomyrmex
Technomyrmex es un género de hormigas de la familia Formicidae, subfamilia Dolichoderinae.
Se distribuyen por las zonas con climas tropicales-templados; la mayoría de las especies en la zona oriental (Malasia) y en África tropical. Una especie, Technomyrmex albipes está muy difundida por los trópicos debido a actividades humanas.

## Especies
Se reconocen las siguientes:
- Technomyrmex albicoxis Donisthorpe, 1945
- Technomyrmex albipes (Smith, 1861)
- Technomyrmex andrei Emery, 1899
- Technomyrmex antennus Zhou, 2001
- Technomyrmex anterops Bolton, 2007
- Technomyrmex antonii Forel, 1902
- Technomyrmex arnoldinus Forel, 1913
- Technomyrmex australops Bolton, 2007
- Technomyrmex bicolor Emery, 1893
- Technomyrmex briani Sharaf, 2009
- Technomyrmex brunneus Forel, 1895
- Technomyrmex butteli Forel, 1913
- Technomyrmex camerunensis Emery, 1899
- †Technomyrmex caritatis Brandão, Baroni Urbani, Wagensberg & Yamamoto, 1999
- Technomyrmex cedarensis Forel, 1915
- Technomyrmex certus Bolton, 2007
- Technomyrmex cheesmanae Donisthorpe, 1945
- Technomyrmex convexifrons Karavaiev, 1926
- Technomyrmex curiosus Bolton, 2007
- †Technomyrmex deletus Emery, 1891
- Technomyrmex detorquens (Walker, 1859)
- Technomyrmex difficilis Forel, 1892
- Technomyrmex docens Bolton, 2007
- Technomyrmex dubius Bolton, 2007
- Technomyrmex elatior Forel, 1902
- Technomyrmex fisheri Bolton, 2007
- Technomyrmex fornax Bolton, 2007
- Technomyrmex fulvus (Wheeler, 1934)
- Technomyrmex furens Bolton, 2007
- Technomyrmex gaudens Bolton, 2007
- Technomyrmex gibbosus Wheeler, 1906
- Technomyrmex gilvus Donisthorpe, 1941
- Technomyrmex gorgona Fernández & Guerrero, 2008
- Technomyrmex grandis Emery, 1887
- Technomyrmex hades Bolton, 2007
- †Technomyrmex hispaniolae (Wilson, 1985)
- Technomyrmex horni Forel, 1912
- Technomyrmex horrens Bolton, 2007
- Technomyrmex hostilis Bolton, 2007
- Technomyrmex ilgi (Forel, 1910)
- Technomyrmex impressus Bolton, 2007
- Technomyrmex indicus Bolton, 2007
- Technomyrmex innocens Bolton, 2007
- Technomyrmex jocosus Forel, 1910
- Technomyrmex kraepelini Forel, 1905
- Technomyrmex lasiops Bolton, 2007
- Technomyrmex laurenti (Emery, 1899)
- Technomyrmex lisae Forel, 1913
- Technomyrmex lujae (Forel, 1905)
- Technomyrmex madecassus Forel, 1897
- Technomyrmex mandibularis Bolton, 2007
- Technomyrmex mayri Forel, 1891
- Technomyrmex menozzii (Donisthorpe, 1936)
- Technomyrmex metandrei Bolton, 2007
- Technomyrmex mixtus Bolton, 2007
- Technomyrmex modiglianii Emery, 1900
- Technomyrmex moerens Santschi, 1913
- Technomyrmex montaseri Sharaf, Collingwood & Aldawood, 2011
- Technomyrmex myops Bolton, 2007
- Technomyrmex nigriventris Forel, 1910
- Technomyrmex nitens Bolton, 2007
- Technomyrmex obscurior Wheeler, 1928
- Technomyrmex pallipes (Smith, 1876)
- Technomyrmex parandrei Bolton, 2007
- Technomyrmex parviflavus Bolton, 2007
- Technomyrmex pilipes Emery, 1899
- Technomyrmex pluto Bolton, 2007
- Technomyrmex pratensis (Smith, 1860)
- Technomyrmex prevaricus Bolton, 2007
- Technomyrmex quadricolor (Wheeler, 1930)
- Technomyrmex rector Bolton, 2007
- Technomyrmex reductus Bolton, 2007
- Technomyrmex rotundiceps Karavaiev, 1926
- Technomyrmex rusticus Santschi, 1930
- Technomyrmex schimmeri Viehmeyer, 1916
- Technomyrmex schoedli Bolton, 2007
- Technomyrmex schoutedeni Forel, 1910
- Technomyrmex semiruber Emery, 1899
- Technomyrmex senex Bolton, 2007
- †Technomyrmex septentrionalis Zhang, 1989
- Technomyrmex setosus Collingwood, 1985
- Technomyrmex shattucki Bolton, 2007
- Technomyrmex sophiae Forel, 1902
- Technomyrmex strenuus Mayr, 1872
- Technomyrmex subgracilis Bolton, 2007
- Technomyrmex sundaicus (Emery, 1900)
- Technomyrmex sycorax Bolton, 2007
- Technomyrmex tatius Bolton, 2007
- Technomyrmex taylori (Santschi, 1930)
- Technomyrmex textor Forel, 1909
- Technomyrmex tonsuratus Bolton, 2007
- Technomyrmex vapidus Bolton, 2007
- Technomyrmex vexatus (Santschi, 1919)
- Technomyrmex vitiensis Mann, 1921
- Technomyrmex voeltzkowi (Forel, 1907)
- Technomyrmex wheeleri (Emery, 1913)
- Technomyrmex yamanei Bolton, 2007
- Technomyrmex zimmeri (Forel, 1911)